# Jochanan ben Nuri
R. Jochanan ben Nuri war ein für seine Frömmigkeit gepriesener jüdischer Gelehrter des Altertums. Er wirkte um das Jahr 100 und gehörte zur sogenannten zweiten Generation der Tannaiten. 
Er war gemeinsam mit R. Eleasar Chisma Aufseher im Lehrhaus Gamaliels II. und stand in enger Beziehung zu R. Chalafta, dessen Sohn R. Jose verschiedentlich von Besuchen R. Jochanans bei seinem Vater berichtet.
Jochanan betrieb eine gemäßigte, allem Extremen abholde Gesetzesauslegung, die auf die Lebenswirklichkeit Rücksicht nahm (bab. Schabbat 26 a; Gittin 89 a).
Entsprechend erklärte er (bab. Schabbat 105 b): „Wer im Zorn seine Kleider zerreisst, Gefäße zerbricht oder sein Geld herumwirft, der sei in deinen Augen einem Götzendiener gleich.“
Von Jochanan – wie von Eleasar Chisma – hieß es, ihr Wissen sei so groß, dass sie annähernd die Anzahl der Tropfen im Meer beziffern könnten (Sifre Deut. 16; bab. Horajot 10 a).
Im Avot de-Rabbi Nathan wird erwähnt, dass derjenige, der im Traum Jochanan ben Nuri sehe, darauf hoffen dürfe, ein Mensch zu werden, der die Sünde fürchtet (Kap. 40).